# Ле, Иван Леонтьевич

Памятник на могиле Ивана Ле на Байковом кладбище

Иван Леонтьевич Ле (настоящая фамилия — Мойся; 10 [22] марта 1895, Мойсенцы, Полтавская губерния — 9 октября 1978, Киев) — украинский советский писатель и журналист, специальный корреспондент.

## Биография
Родился 10 (22) марта 1895 года в селе Мойсенцы (ныне Чернобаевский район Черкасской области Украины) в семье безземельного крестьянина.
С семи лет ушёл на заработки, пас скот у кулаков и богатых хозяев. Несмотря на трудные материальные условия, в 1917 году окончил мойсенскую сельскую школу.
Работал коногоном на рудниках Кривого Рога. В 1913—1914 годах, работая на Шмаковском руднике шахтёром, писал  корреспонденции и краткие очерки в газету «Приднепровье».
В 1914 году призван в армию. Находясь на фронте печатал в подпольной солдатской газете «Химик» стихотворения, разоблачающие антинародный характер империалистической войны.
Принимал участие в событиях Февральской и Октябрьской революций 1917 года, в Гражданской войне в своей родной республике — Украине. Член РКП(б) с 1922 года.
До 1938 года возглавлял журнал «Радяньска література».
В годы Великой Отечественной войны работал спецкором газеты «Известия», писал фронтовые очерки и рассказы, которые впоследствии вошли в его книгу «Мои письма» (1945).
Умер 9 октября 1978 года. Похоронен в Киеве на Байковом кладбище.

## Творческая деятельность
Впервые как писатель-профессионал выступил в 1920-е годы после окончания рабфака Киевского политехнического института. В это время им написаны рассказ «Смычка» (1925), повесть «Юхим Кудря» (1927) и сборник рассказов «Танец живота» (1927).
Вёл большую работу по организации первого писательского объединения на Украине «Жовтень». В 1931 году напечатан роман «Интеграл» (об ЕМЗ в Донбассе и его людях), в 1932 году вышел в свет «Роман Межгорья», посвящённый теме социалистических преобразований в Узбекистане. В 1930-е годы издал сборники рассказов «Отец Вергун», «За коврами», роман «История радости» (1938) о духовном и гражданском росте советской женщины.
Героическим событиям военных лет посвящены роман «Юго-Запад» (1950; с А. С. Левадой), книга «На грани пропасти» (1957), повесть «Кленовый лист» (1960).
В 1950 году написал очерк «Знатный горняк Семён Голубарь».
По совету Максима Горького начал создавать 7-томную серию исторических романов «Украина», куда вошли роман «Наливайко» (1940), эпопея «Богдан Хмельницкий» (1957—1965).
В течение многих лет был членом президиума Союза писателей УССР, вёл большую общественную работу.

## Награды
- орден Ленина (24.11.1960);
- орден Октябрьской Революции (27.03.1975);
- орден Красного Знамени (13.09.1943);
- орден Отечественной войны I степени (09.06.1945);
- орден Отечественной войны II степени (09.07.1943);
- орден Трудового Красного Знамени (05.03.1939, 14.04.1955);
- орден Красной Звезды (25.09.1944);
- орден Знак Почёта (23.01.1948);
- медали;
- Государственная премия УССР имени Т. Г. Шевченко (1967) — за роман-эпопею «Богдан Хмельницкий» (1957—1965).